# Jevgenija Rodina
Jevgenija Sergejevna Rodina (russisk: Евгения Сергеевна Родина, født 4. februar 1989 i Moskva, Sovjetunionen) er en professionel tennisspiller fra Rusland.